# T.N.T.
Pour les articles homonymes, voir TNT.
T.N.T.  est une série de bande dessinée de Loup Durand et André-Paul Duchâteau au scénario et Christian Denayer aux dessins, parue de 1989 à 1992 et comportant trois tomes publiés chez Claude Lefrancq. La série est adaptée de la série de romans Tony Nicholas Twin alias TNT de Michaël Borgia

## Auteurs
- Scénario : Loup Durand et André-Paul Duchâteau
- Dessins : Christian Denayer assisté de Yvan Fernandez (t1) puis Frank Brichau (t2-3)
- Couleurs : Liliane Denayer, Frank Brichau

## Synopsis
Tony Nicolas Twin (nom de code TNT) est le rescapé d’un essai nucléaire. Au passage son métabolisme a été modifié, notamment ses sens sont hyper-affinés. De par ses nouvelles facultés, il est recruté par des services secrets dans le but d'éliminer un homme protégé par "les Sept cercles de l’enfer" et susceptible de renverser l'ordre mondial...

## Albums
Parution chez Claude Lefrancq Éditeur (CLE) dans la collection « BDEvasion »
1. Octobre (1989)
2. Les 7 cercles de l'enfer (1991)
3. La horde d'or (1992)